# Motograter
I Motograter sono un gruppo musicale heavy metal statunitense, formatosi a Santa Barbara nel 1995.

## Formazione

### Formazione attuale
- Matt "Nuke" Nunes – chitarra, cori (2002–2003, 2006, 2008–2011, 2013–presente)
- Michael "Angel" Woodruff – voce (2008–2011, 2013–2014, 2018–presente)
- Kery "Venom" Glennon – chitarra, cori (2013–2014, 2018–presente)
- Jonathan "Zero" Price – percussioni, cori (2017–presente), samples (2017–2019)
- Travis Manning – basso (2018–presente)
- Matthew O'Connell – batteria (2018–presente)
- Cody "Gator" Wells – motograter (2019–presente)
- Nick "Timberwolf" Morrow – elettronica/samples, cori (2019–presente)

### Ex componenti
Voce
- Zak "The Waz" Ward (1998–2002, 2003–2004)
- Ivan "Ghost" Moody (2002–2005, 2006)
- James Anthony Legion (2014–2018)

Chitarra
- Neil Godfrey (2001–2002)
- J.R. Swartz (2003–2005, 2006)
- Ty Fury (2003–2004)
- Aaron "A-Bomb" Abalos (2004–2005)
- Tyler Hole (2008–2011)
- Jesse Stamper (2016–2018)

Motograter
- Bruce "Grater" Butler (1995–2004, 2006, 2008–2009)
- Mark Nosler (2009–2011, 2014)
- Michael "The Kidd" Stewart (2013–2014, 2016)
- Dustin "Skunk" Anderson (2015, 2016–2018)

Basso
- Mylon Guy (2008–2011, 2013–2017)

Batteria
- Chris "Crispy" Binns (1998–2005, 2006)
- Jeremy "Twitch" Scheller (2008–2011)
- Noah "Shark" Robertson (2013–2017)

Altro
- Joey "Smur" Krzywonski – percussioni, cori (1995–2004)
- Joey "Vice" Vice – percussioni, cori, samples (2015–2016)
- Eric Gonzales – elettronica/samples (1999–2001)
- Zak "The Waz" Ward – elettronica/samples, voce (2003–2004)

## Discografia

### Album in studio
- 2003 - Motograter
- 2017 - Desolation

### EP
- 1998 - Hugh Chardon
- 2000 - Indy
- 2009 - Pre-Release

### Raccolte
- 2017 - The Best of Motograter